# Elisabeth Brück
Elisabeth Angela Brück (* 1972 in Saarlouis, Saarland) ist eine deutsche Schauspielerin.

## Leben
Elisabeth Brück erhielt von 2001 bis 2004 eine Schauspielausbildung am hauptstädtischen Conservatoire de Luxembourg (art dramatique) und von 2004 bis 2008 in mise en scene/Regie bei Frank Hoffmann. 2007 besuchte sie die Bernard Hiller Masterclass (Acting-coach L.A.). Begonnen hat sie dieses Curriculum mit ästhetischer Kommunikation-Sprechkunst (diction allemande) bei Danièle Gaspart (2001–2008; Auszeichnung 1. Preis).
Elisabeth Brück spielte in Theater, Fernsehen und Kino. Außerdem schrieb sie eigene Stücke und ist Produzentin für Theater und Fernsehen. Seit 2010 ist sie künstlerische Leiterin des Theaters im Tunnel (Grube Velsen).
Von Januar 2013 bis Januar 2019 spielte sie neben Devid Striesow die Hauptrolle als Ermittlerin „Lisa Marx“ im saarländischen Tatort.
Im November 2016 nahm sie an der Tanzshow Deutschland tanzt (ProSieben) teil.
Seit 2018 führt sie das Projekt „Theater Film Werk Saar Brück“ in Dillingen, in dem sie Theater- und Filmprojekte realisiert sowie Kurse zur Schauspielkunst, Selbstdarstellung und Sprecherziehung gibt.

## Theater
- 2000: „Dämonen“
- 2001: Elektra („Electra“) Sophokles
- 2002: Ab jetzt („Zoe Mill“) Alan Ayckbourn
- 2003: Romeo und Julia: (Lady Capulet) Shakespeare
- 2004: Jane Martin: Talking with (Schauspielerin)
- 2005: Herr Puntila und sein Knecht Matti (Kuhmädchen)
- 2006: Literarischer Abend: 150 Jahre Heine-Freud (Sprecherin) Regie: Danièle Gaspart
- 2008: Männer plus minus Regie: Beatrice Schamma
- 2008: Literarischer Abend: Martin Mosebach/Georg-Büchnerpreis 2007 (Sprecherin) Regie: Danièle Gaspart
- 2009: Männer plus minus (Frau Jungblut) Regie: Beatrice Schamma
- 2009/2010: Lieben Sie Strindberg mit Maximilian Schell (Traumspielgestalt, das Mädchen) Regie: Frank Hoffmann

## Filmografie

### Kino
- 2004: Your Name is Justine (Regie: Franco de Pena)
- 2006:	Deepfrozen (Regie: Andy Bausch)
- 2007:	L’amour caché (Regie: Alessandro Capone)
- 2012: Die Schatzritter und das Geheimnis von Melusina (Regie: Laura Schröder)

### Fernsehen
- 2002: Der letzte Tag (Regie: Bernard Michaux)
- 2003: Herzblut (Regie: Elisabeth Brück)
- 2005: Status (Regie: Christian Karch)
- 2007: Tatort: Der Tote vom Straßenrand (Regie: Rolf Schübel)
- 2010–2011: Aktenzeichen XY … ungelöst (Regie: Thomas Pauli)
- 2012: Hänsel und Gretel (Regie: Uwe Janson)
- 2013: Tatort: Melinda (Regie: Hannu Salonen)
- 2013: Tatort: Eine Handvoll Paradies (Regie: Hannu Salonen)
- 2014: Tatort: Adams Alptraum (Regie: Hannu Salonen)
- 2014: Tatort: Weihnachtsgeld (Regie: Zoltan Spirandelli)
- 2016: Tatort: Totenstille (Regie: Zoltan Spirandelli)
- 2016: Deutschland tanzt (als Tänzerin)
- 2017: Tatort: Söhne und Väter (Regie: Zoltan Spirandelli)
- 2018: Tatort: Mord ex Machina
- 2018: Alarm für Cobra 11 – Die Autobahnpolizei: Bombenstimmung
- 2019: Tatort: Der Pakt
- 2020: WaPo Bodensee: Der Ornithologe